# エスタディオ・ムニシパル・デ・アロウカ
エスタディオ・ムニシパル・デ・アロウカ（ポルトガル語: Estádio Municipal de Arouca）は、ポルトガルのアロウカにあるサッカースタジアム。FCアロウカのホームスタジアムである。

## 概要
2006年、エスタディオ・ムニシパル・デ・アロウカは収容能力1,500人のスタジアムとして開場した。2013年、FCアロウカのプリメイラ・リーガ昇格に伴い、収容能力5,000人に拡張した。